# Ukrainas ambassad i Helsingfors

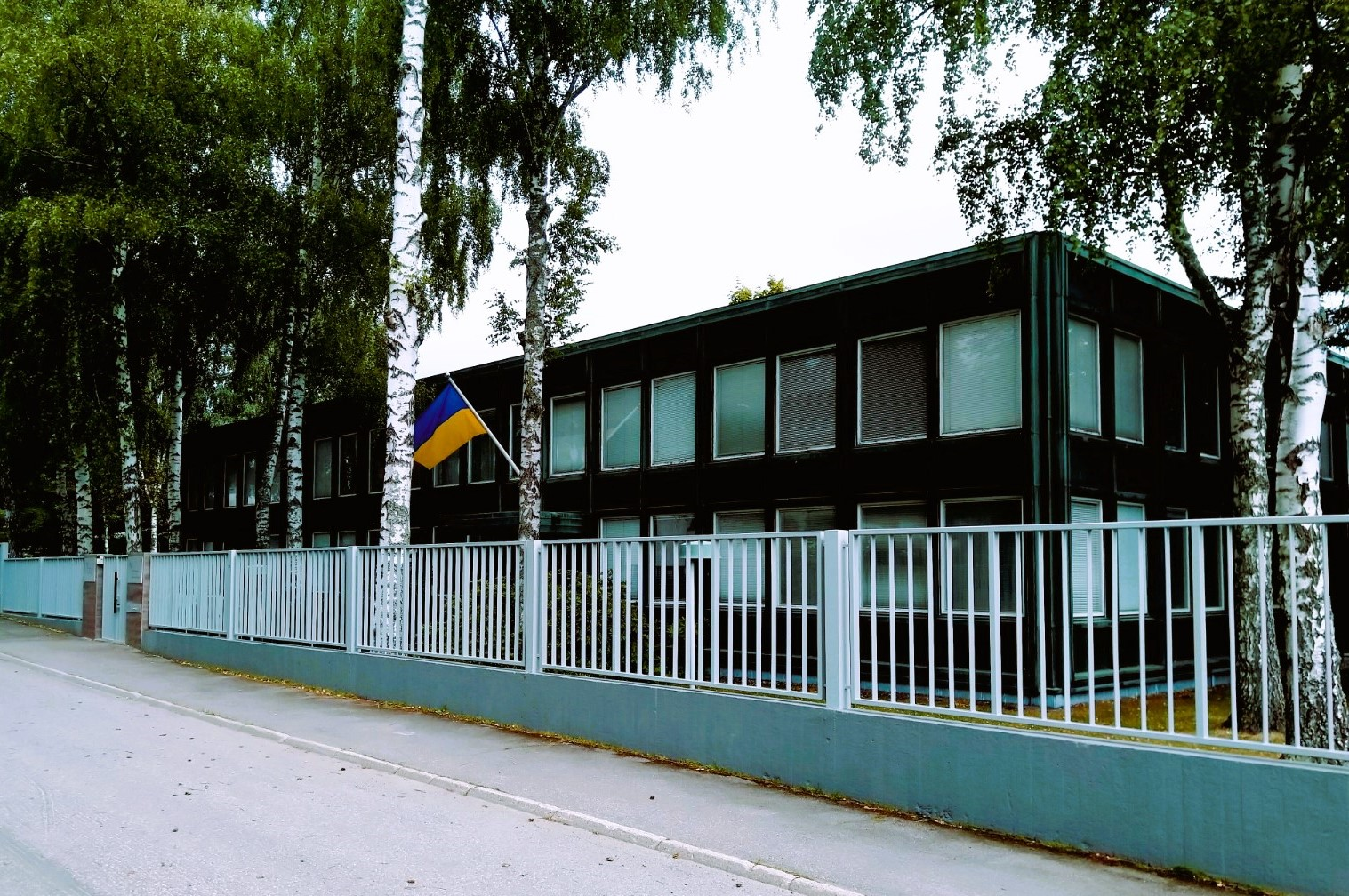
Ukrainas ambassad i Helsingfors

Ukrainas ambassad i Helsingfors (ukrainska Посольство України у Фінляндії, Posolstvo Ukrajiny u Finljandiji) ligger i Brändö, Helsingfors.
Ambassadör sedan 19 oktober 2020 är Olga Dibrova.

## Historia
Finland och Ukraina etablerade diplomatiska förbindelser med varandra år 1918 och Finland blev ett av dem första länder som öppnade en ambassad i Ukraina. Efter Sovjetunionens upplösning återställdes förbindelser i februari 1992.
År 1994 köpte Ukraina Östtysklands gamla ambassadbyggnaden i Brändö från Tyskland. Hela byggnaden renoverades men en bastu vid stranden har förvarats nästan i sin ursprungliga form.